# Нокс-Сіті (Техас)
Нокс-Сіті (англ. Knox City) — місто (англ. town) в США, в окрузі Нокс штату Техас. Населення — 1065 осіб (2020).

## Географія
Нокс-Сіті розташований за координатами 33°25′3″ пн. ш. 99°48′57″ зх. д. / 33.41750° пн. ш. 99.81583° зх. д. (33.417574, -99.815703).  За даними Бюро перепису населення США в 2010 році місто мало площу 2,16 км², уся площа — суходіл.

## Демографія
Згідно з переписом 2010 року, у місті мешкало 1130 осіб у 452 домогосподарствах у складі 293 родин. Густота населення становила 524 особи/км².  Було 574 помешкання (266/км²).
Расовий склад населення:
| - 73,5 % — білих - 6,7 % — чорних або афроамериканців - 0,4 % — корінних американців - 0,2 % — азіатів - 16,7 % — осіб інших рас |

До двох чи більше рас належало 2,4 %. Частка іспаномовних становила 30,4 % від усіх жителів.
За віковим діапазоном населення розподілялося таким чином: 24,6 % — особи молодші 18 років, 54,8 % — особи у віці 18—64 років, 20,6 % — особи у віці 65 років та старші. Медіана віку мешканця становила 42,6 року. На 100 осіб жіночої статі у місті припадало 93,8 чоловіків;  на 100 жінок у віці від 18 років та старших — 96,3 чоловіків також старших 18 років.
Середній дохід на одне домашнє господарство  становив 52 296 доларів США (медіана — 44 632), а середній дохід на одну сім'ю — 57 468 доларів (медіана — 48 875). Медіана доходів становила 50 000 доларів для чоловіків та 35 694 долари для жінок. За межею бідності перебувало 7,9 % осіб, у тому числі 6,7 % дітей у віці до 18 років та 5,0 % осіб у віці 65 років та старших.
Цивільне працевлаштоване населення становило 452 особи. Основні галузі зайнятості: освіта, охорона здоров'я та соціальна допомога — 31,9 %, сільське господарство, лісництво, риболовля — 27,7 %, роздрібна торгівля — 13,9 %, публічна адміністрація — 8,0 %.